# ILife
iLife – набор от мултимедийни програми на Апъл за домашно ползване. Инсталиран е на всички нови компютри Mac, като отделно може да се закупи на цена 79 долара.

## Компоненти
- iPhoto – работи с фотографии, съхраняване и редактиране;
- iMovie – работа с видеосъдържание, монтаж и експорт;
- iWeb – създаване на уеб сайтове в режим WYSIWYG;
- iDVD – създаване на DVD с красиво и ефектно меню;
- GarageBand – домашно студио за звукозаписи, композиране на музикални фрагменти, MIDI-пътечки (включително запис от реални инструменти) и голосови пътечки.

## Версии
- iLife, анонсирана на Macworld Conference & Expo 3 януари 2003 г. на цена $49
- iLife '04, анонсирана на Macworld Conference & Expo 6 януари 2004 г. на цена $49, системни изисквания: Mac OS X Jaguar (10.2)
- iLife '05, анонсирана на Macworld Conference & Expo 11 януари 2005 г. на цена $79, системни изисквания: Mac OS X Panther (10.3)
- iLife '06, анонсирана на Macworld Conference & Expo 10 января 2006 г. на цена $79, системни изисквания: Mac OS X Panther (10.3) или Mac OS X Tiger (10.4)
- iLife '08, анонсирана на Apple special summer event 7 августа 2007 г. на цена $79, системни изисквания: Mac OS X Tiger (10.4) или Mac OS X Leopard (10.5)
- iLife '09, анонсирана на Macworld Conference & Expo 6 января 2009 г. на цена $79, системни изисквания: Mac OS X Leopard (10.5).
- iLife '11, (iPhoto, iMovie, GarageBand) анонсирована на Apple Special Event 20 октомври 2010 г. на цена $49, системни изисквания Mac OS X Snow Leopard (10.6).